# Cardiapoda placenta
Cardiapoda placenta, tên tiếng Anh: flat cardiapod, là một loài ốc biển, động vật thân mềm chân bụng hiếm gặp sống trong vùng nước nổi thuộc họ Carinariidae.
Loài này có ở khắp thế giới trong các vùng biển ấm giữa 40° vĩ bắc và 40° vĩ nam ở độ sâu tới 650 m.

## Miêu tả
Độ dài vỏ lớn nhất ghi nhận được là 35 mm.

## Môi trường sống
Độ sâu nhỏ nhất ghi nhận được là 0 m. Độ sâu lớn nhất ghi nhận được là 203 m.